# Bruno Walter
Ne doit pas être confondu avec Bruno Walther.
Pour les articles homonymes, voir Walter et Schlesinger.
Bruno Walter, né Schlesinger le 15 septembre 1876 à Berlin et mort le 17 février 1962 à Beverly Hills (Californie), est un chef d'orchestre, compositeur et pianiste juif allemand. Naturalisé autrichien en 1911, il fuit le régime nazi en 1933, est naturalisé français en 1938 avant d'émigrer États-Unis en 1939, devenant citoyen américain en 1946.

## Biographie

### Les débuts
Il naît dans une modeste famille juive. Ses parents ne contrarient pas ses talents musicaux précoces. Il entre au Conservatoire Stern à Berlin à huit ans et a pour professeurs Heinrich Ehrlich (de), Ludwig Bussler et Robert Radecke (en). Il fait des études musicales qui le destinent à une carrière de pianiste et obtient, dès l'âge de neuf ans, ses premiers succès publics. Sa vocation de chef d'orchestre se révèle à l'écoute du grand chef Hans von Bülow et, selon les critères de la formation classique d'alors, il devient répétiteur dans les théâtres lyriques, avec des débuts à Cologne en 1893.

### La rencontre avec Gustav Mahler
En 1894, il est engagé à l'Opéra de Hambourg dont Gustav Mahler est alors le directeur musical. L'amitié et la collaboration entre les deux hommes va durablement influencer la vie de Bruno Walter. Il sera l'un des meilleurs interprètes de la musique de Mahler et, tout au cours de sa longue carrière, il se battra pour imposer cette musique.
En 1896, il est nommé Kapellmeister du Stadttheater (opéra municipal) de Breslau, sur la base d'une recommandation de Mahler au directeur du théâtre, Theodor Löwe. Ce dernier exige toutefois que le jeune chef change son nom de famille Schlesinger « en raison de son occurrence fréquente dans la capitale de la Silésie », avant de prendre son poste. 
Dans une lettre à son frère, paraphrasée par les biographes Erik Ryding et Rebecca Pechefsky, Walter dit qu'il a « suggéré plusieurs noms, que Mahler a notés et donnés à Löwe, qui a retourné le contrat avec le nom de Bruno Walter ». Ces biographes ajoutent que Walter a écrit à ses parents qu'il trouvait « terrible » de devoir changer de nom. Ils rapportent que Mahler et ses sœurs l'ont pressé de changer de nom, et ajoutent que contrairement à certains rapports non fondés, on ne sait pas si l'exigence de Löwe avait quelque chose à voir avec un désir de dissimuler les origines juives de Walter,. Celui-ci dit avoir choisi ce nom de scène en référence au personnage de Walther von Stolzing dans Les Maîtres chanteurs de Wagner.
Lorsque Mahler est nommé directeur de l'Opéra de Vienne, il ne le suit pas immédiatement et continue son travail à Breslau, Presbourg (1897-1898), Rīga (1893-1900), puis il est nommé à l'Opéra prussien de Berlin en 1900. 
En 1901, il rejoint finalement Mahler et travaille avec lui pour imposer le renouveau de l'institution musicale viennoise, où il pourra s'épanouir en tant que chef d'orchestre. En 1906, il suivra un bref traitement avec Sigmund Freud, qui lui conseillera de voyager, puis le verra dans des consultations basées sur la suggestion.

### La maturité
De 1913 à 1922, il est directeur général de la musique à Munich. Grande époque pour sa carrière : son art et sa gloire s'affirment. Il est un ardent défenseur de la musique de son temps. Alors au sommet de son art, il effectue de nombreuses tournées à l'étranger. En 1922 et 1923, il est chef invité des orchestres symphoniques américains de New York, Detroit, Boston et Minneapolis. Il dirige également en Angleterre, particulièrement à Covent Garden, avec comme prédilection le répertoire germanique. À Paris en 1928, il dirige des opéras de Mozart.

### Berlin, Leipzig, Salzbourg

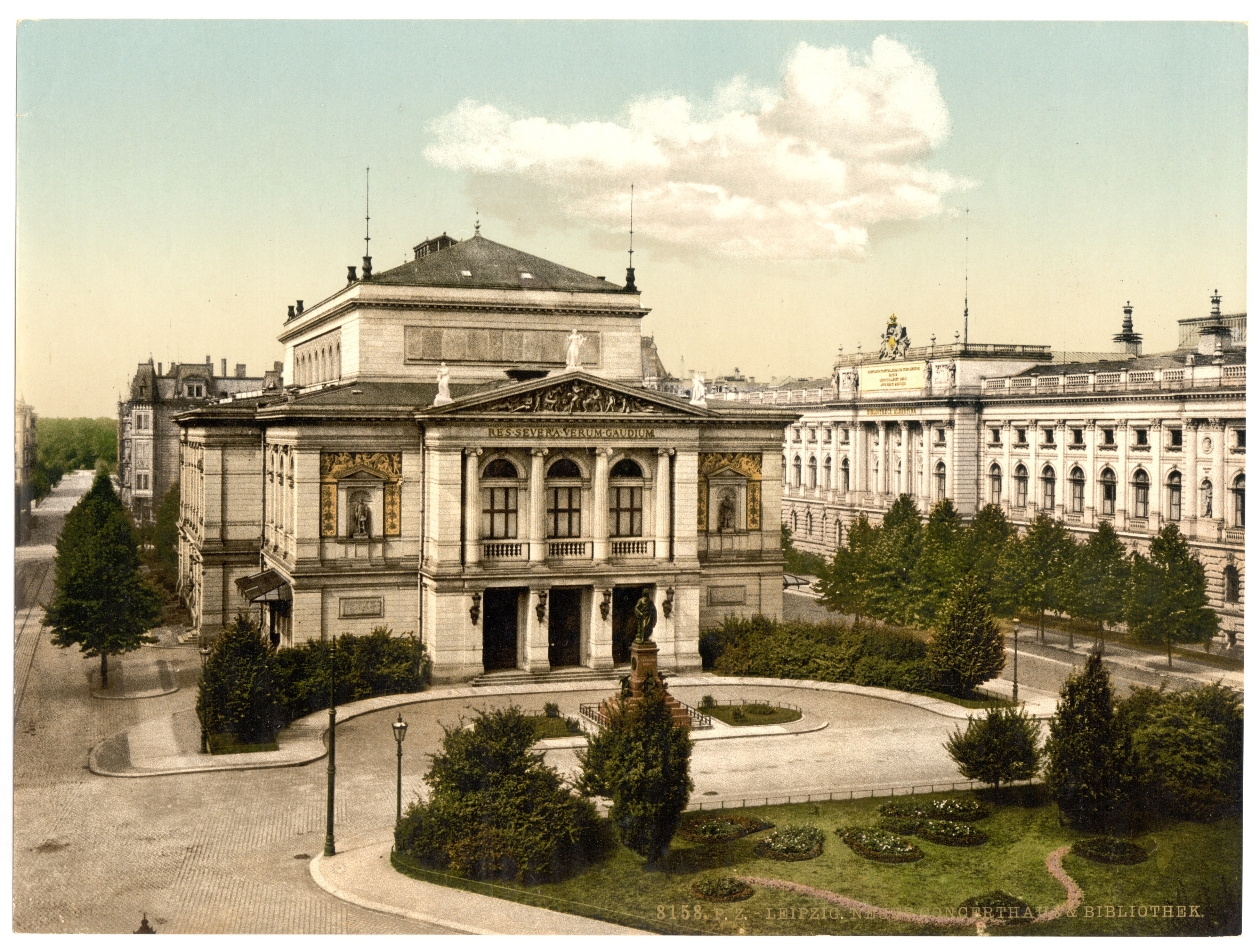
Le Gewandhaus de Leipzig au début du XX. Bruno Walter y dirige son orchestre de 1925 à 1933.

Depuis 1919, il est invité de l'Orchestre philharmonique de Berlin, une collaboration qui se poursuivra jusqu'en 1933. En 1925, lui est confiée la direction de l'Opéra municipal de Berlin et il participe aux débuts du Festival de Salzbourg. Il quitte Berlin pour prendre la suite de Wilhelm Furtwängler à la tête de l'Orchestre du Gewandhaus de Leipzig, mais la montée du national-socialisme l'oblige à quitter l'Allemagne pour l'Autriche en 1933. Il dirige alors à l'Opéra de Vienne et au festival de Salzbourg, en tant que chef associé de l'Orchestre du Concertgebouw d'Amsterdam, à New York et Florence.
Dans des discours prononcés à la fin des années 1920, Adolf Hitler déplore amèrement  la présence de chefs d'orchestre juifs à l'opéra de Berlin, mentionnant Walter à plusieurs reprises, en ajoutant à son nom les mots « alias Schlesinger ». Lorsque les nazis prennent le pouvoir, ils entreprennent l'exclusion systématique des Juifs de la vie artistique. Walter dirige toujours à New York, lorsque Hitler devient chancelier en janvier 1933. Il décide néanmoins de revenir à Leipzig le mois suivant avec l'intention de diriger les concerts prévus avec l'orchestre du Gewandhaus en mars. Cependant, le chef de la police de Leipzig informe la direction qu'il annulera les concerts si Walter dirige l'orchestre du Gewandhaus. La direction résiste et Walter dirige les répétitions, mais le jour où le premier concert doit avoir lieu, la police, « au nom du ministère de l'Intérieur de Saxe », interdit la répétition générale et les concerts ; Walter quitte alors Leipzig. Walter devait ensuite diriger la Philharmonie de Berlin le 20 mars, mais sa direction est avertie par Joseph Goebbels que des « manifestations désagréables » pourraient avoir lieu lors du concert et le ministère de la Propagande précise ces menaces en affirmant qu'il y aurait de la violence dans la salle. Apprenant cela, Walter choisit de se retirer en déclarant : « Alors je n'ai plus rien à faire ici ». Le concert est finalement dirigé par Richard Strauss. Walter écrira plus tard : « Le compositeur de Ein Heldenleben s'est en effet déclaré prêt à diriger à la place d'un collègue écarté de force ». Un concert que Walter devait diriger à Francfort est également annulé. Walter quitte l'Allemagne et n'y dirigera plus jusqu'à la fin de la guerre.

### L'exil
Après l'Anschluss de 1938, il est accueilli d'abord en France. Aux États-Unis (1939), il est invité de l'Orchestre symphonique de la NBC, de l'Orchestre symphonique de Boston, de l'Orchestre symphonique de Chicago, de l'Orchestre philharmonique de Los Angeles et de l'Orchestre philharmonique de New York, dont il devient, en 1947, pour la sonorité et la souplesse, le très influent conseiller musical, jusqu'en 1949. Il revient aussi en Europe diriger à Édimbourg, Londres, Munich, Paris, l'Orchestre philharmonique de Vienne et au festival de Salzbourg. Il dirige aussi au Metropolitan Opera de New York.
Pour ses enregistrements, la firme Columbia crée un orchestre, le Columbia Symphony Orchestra, constitué de musiciens appartenant à divers orchestres américains, dont notamment celui de Los Angeles.

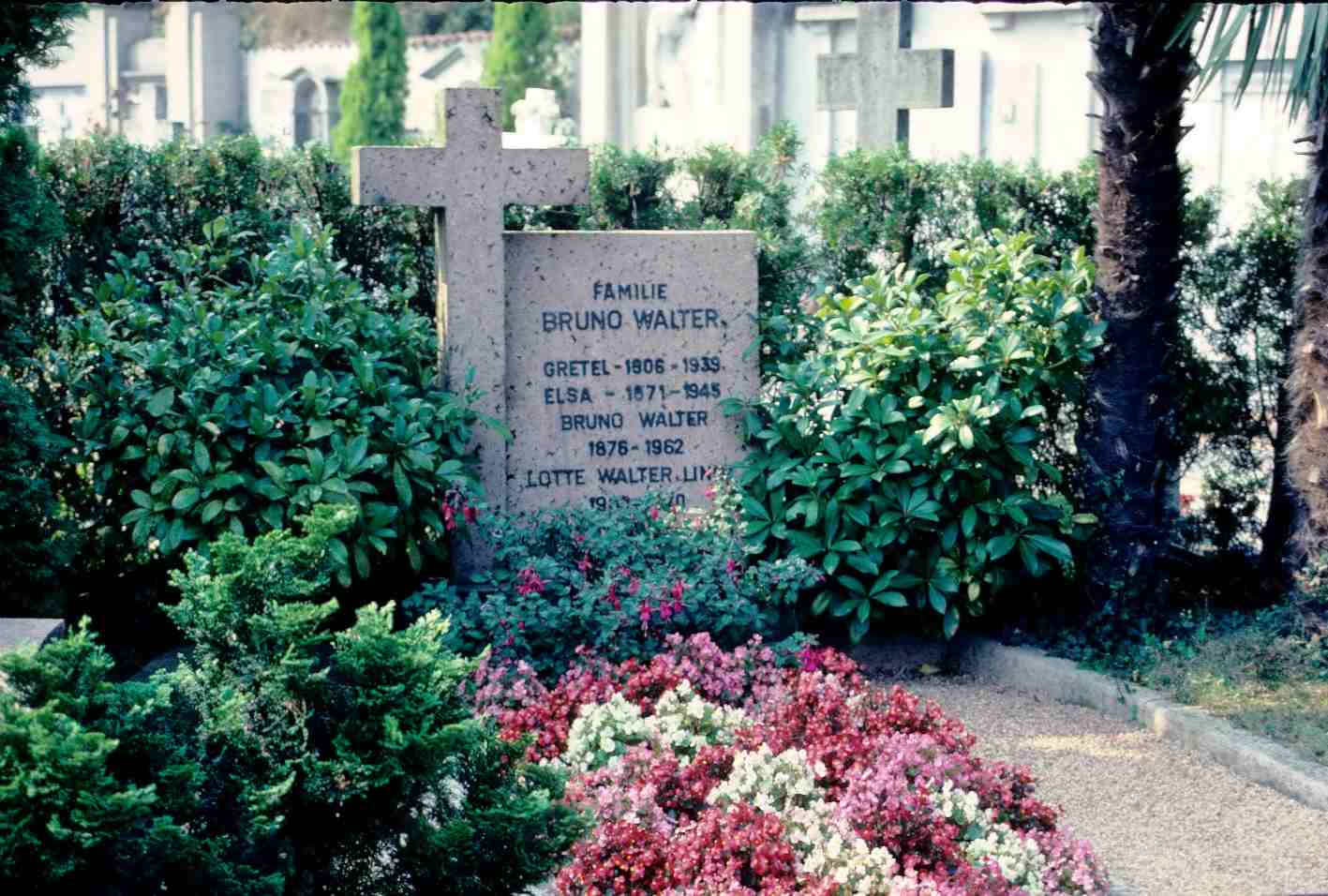
la tombe familiale en 1998.

Bruno Walter est décédé d'une crise cardiaque dans sa maison de Beverly Hills en 1962. Il a trouvé sa dernière demeure au cimetière de Gentilino près de Lugano dans le canton du Tessin, en Suisse, dans la même tombe où son épouse Elsa, née Korneck (1871- 1945), sopraniste, et leur fille Marguerite « Gretel » (1906-1939) avaient déjà été enterrées. Leur fille Lotte (1903-1970) y fut également enterrée.

## Son art
Même aux moments les plus sombres de son existence, il se dévouera à la cause de la musique. Il est un remarquable interprète du répertoire allemand, avec Beethoven, Brahms, Wagner et Richard Strauss, et du répertoire autrichien, avec Mozart, Schubert, Bruckner ou encore Mahler, qu'il réussit à imposer par de fortes interprétations. 

## Œuvres
Bruno Walter a composé deux symphonies, Siegesfahrt pour voix, chœur et orchestre, un quatuor à cordes, un quintette avec piano, un trio avec piano, des lieder.

## Écrits
- Les forces morales de la musique (Von den moralischen Kräften der Musik, Vienne, 1935)
- Gustav Mahler (Vienne, 1936, 2e éd. 1957)
- Thème et variations (Lausanne, 1952, traduction de Theme and Variations : An Autobiography)
- Von der Musik und vom Musizieren (Francfort-sur-le-Main, 1957)
- Briefe 1894-1962 (1970)

## Créations
- Mahler, Le chant de la Terre en 1911
- Mahler, Symphonie nº 9 en 1912
- Korngold, Violanta en 1916
- Korngold, L'anneau des Polykrates en 1916
- Pfitzner, Palestrina en 1917
- Barber, 2e symphonie 1944
- Barber, 2e essai

## Discographie sélective
- Beethoven, les 9 symphonies, New York Philharmonic Orchestra ou Columbia Symphony Orchestra
- Brahms, les 4 symphonies, New York Philharmonic Orchestra ou Columbia Symphony Orchestra
- Mahler, 1re symphonie, Columbia Symphony Orchestra
- Mahler, 2e symphonie, New York Philharmonic Orchestra
- Mahler, 9e symphonie, Orchestre philharmonique de Vienne
- Mahler, 4e symphonie, 5e symphonie, New York Philharmonic Orchestra; 9e symphonie, Columbia Symphony Orchestra
- Mahler, Le Chant de la Terre, Orchestre philharmonique de Vienne, Kathleen Ferrier, Julius Patzak (1951)
- Mahler, Chants pour des enfants morts (Kindertotenlieder), Kathleen Ferrier, contralto, Orchestre philharmonique de Vienne (1949)
- Mozart, Les Noces de Figaro (enregistré au festival de Salzbourg en 1937)
- Mozart, Requiem, New York Philharmonic Orchestra
- Mozart, les 6 dernières symphonies, Columbia Symphony Orchestra
- Mozart, Don Giovanni (enregistré au festival de Salzbourg en 1937)
- Mozart, La Flûte enchantée (enregistré au festival de Salzbourg en 1931)
- Schubert, 9e symphonie (dite « La Grande »), 5e symphonie, 8e symphonie (dite « l'Inachevée »), Columbia Symphony Orchestra
- Schumann, L'Amour et la vie d'une femme (Frauenliebe und -leben), op. 42, Les Amours du poète (Dichterliebe), op 48, Lotte Lehmann (soprano), Bruno Walter au piano
- Wagner, 1er acte de La Walkyrie, Orchestre philharmonique de Vienne, Lotte Lehmann (soprano), Lauritz Melchior (ténor), Emanuel List (basse), (enregistré à Vienne du 20 au 22 juin 1935)

## Hommages
L'astéroïde (16590) Brunowalter est nommé en son honneur.